# ダイヤモンド・エアクラフト・インダストリーズ

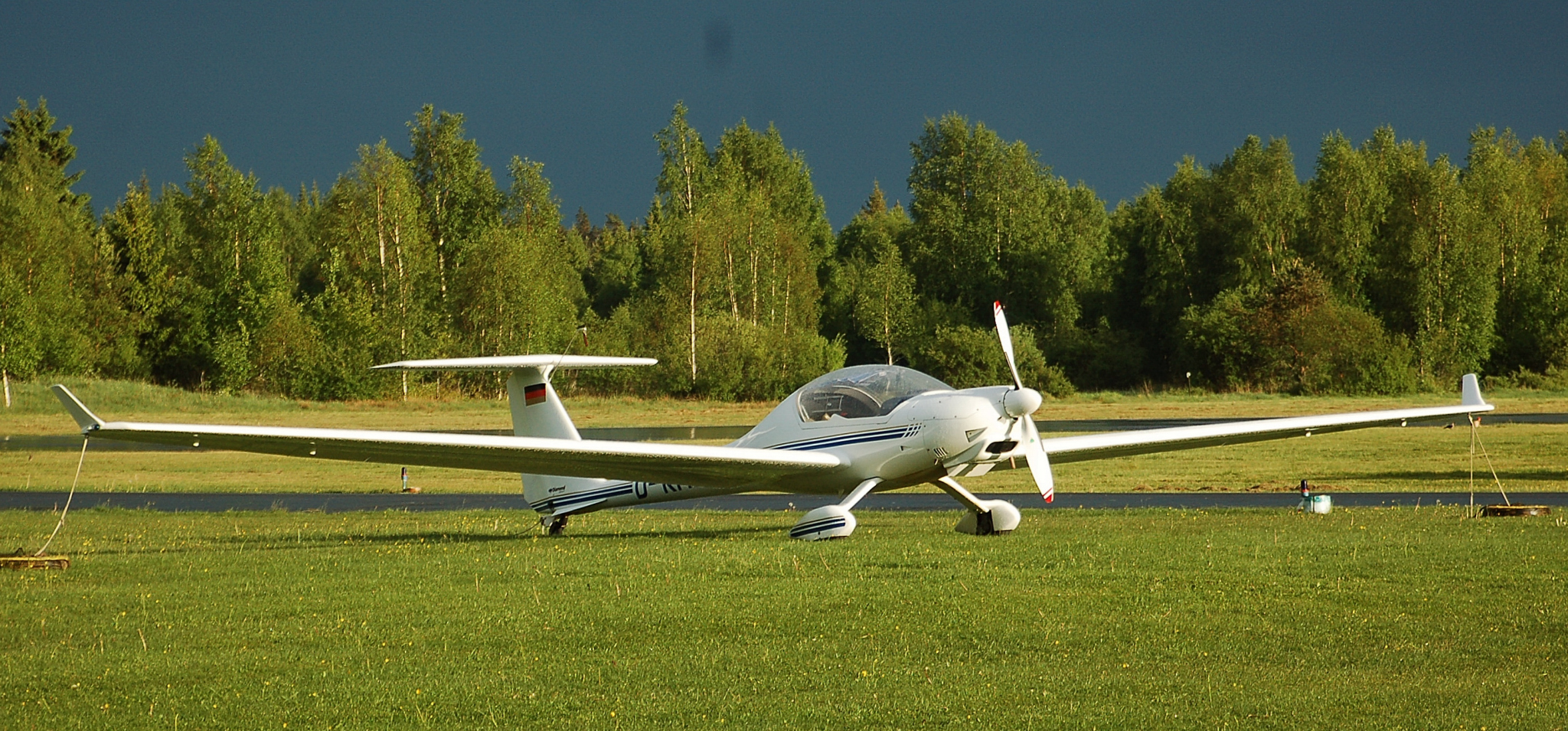
Diamond HK36

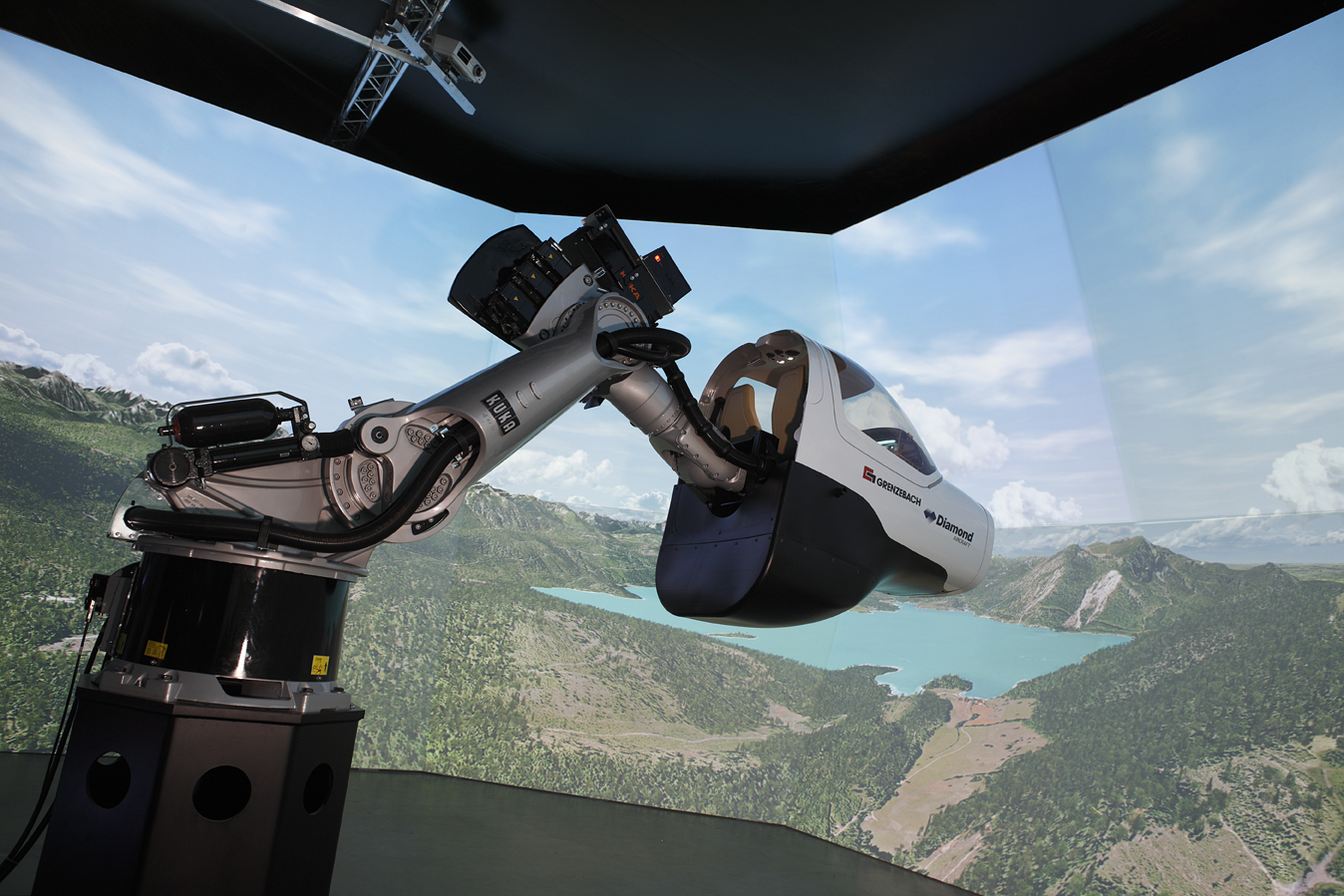
フライトシミュレータ

ダイヤモンド・エアクラフト・インダストリーズ（Diamond Aircraft Industries）はオーストリア、ニーダーエスターライヒ州のウィーナー・ノイシュタットを拠点とする軽飛行機メーカー。

## 概要
モーターグライダーや練習機、フライトシミュレータ等を開発、生産する。

## 機種
- ダイヤモンド DA20（英語版）
- ダイヤモンド DV20（英語版）
- ダイヤモンド DA36（英語版） E-Star
- ダイヤモンド DA40（英語版） Star
- ダイヤモンド DA42（英語版） TwinStar
- ダイヤモンド DA50（英語版）
- ダイヤモンド DA52（英語版）
- ダイヤモンド DA62（英語版）
- ダイヤモンド HK36 Super Dimona（英語版） Dimona
- ダイヤモンド DART 450（英語版）
- ダイヤモンド D-Jet
- ダイヤモンド Hero（英語版）

## リンク
- 公式ウェブサイト